# ナウマンゾウ
ナウマンゾウ（Palaeoloxodon naumanni）は約33万年前（中期更新世）から日本列島（またはユーラシア大陸にも）に生息していたパレオロクソドン属のゾウであり、厳密な絶滅時期には異なる説があるが約2万4000年前、または約1万5000年前（縄文時代始期前後）まで生存していたとされる。後期更新世の日本列島に棲息した長鼻目は本種とケナガマンモスのみである。
日本列島産の化石長鼻目だけでなく、後期更新世以降の日本列島に分布した陸棲のメガファウナ全体でもヤベオオツノジカやハナイズミモリウシと共に知名度が特に高い種の一つであり、標本数も他の長鼻目よりも圧倒的に多く、本種とステゴドンは日本列島の長鼻目の代表格とされている。

## 分類

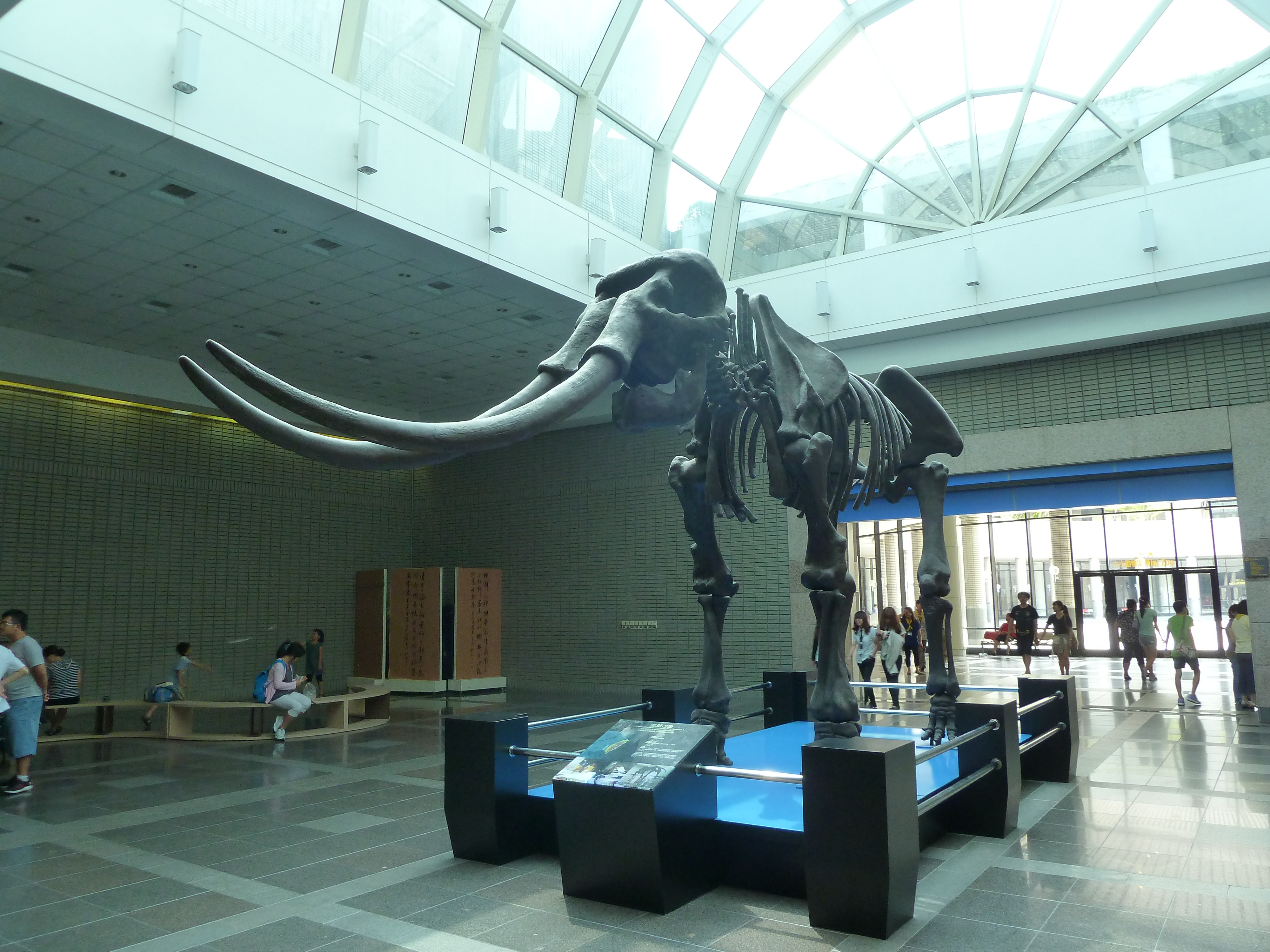
中国や台湾に分布していた P. huaihoensisも、当初はナウマンゾウの亜種またはシノニムと考えられていたが、肩高は推定4メートル、体重は推定13トンとナウマンゾウよりも大型である。

ナウマンゾウとの関連性が指摘されてきたアンティクースゾウ、ナルバダゾウ、レッキゾウ、トロゴンテリーゾウは各々が地球史上最大級の陸棲哺乳類であった。

本種の種小名と和名はハインリッヒ・エドムント・ナウマンへの献名になっている。
長鼻目ゾウ科に属し、現生のアジアゾウと近縁である。今日一般的に受け入れられている学名は Palaeoloxodon naumanni である。分類においては、アンティクースゾウが日本列島に分布していた可能性の是非などナウマンゾウ以外の化石長鼻目の自然史についても不確定な要素も多かったため、トロゴンテリーゾウなどの他の日本列島産の化石長鼻目との混同などが発生してきた。他の長鼻目と発掘地が重複する場合も見られ、たとえば栃木県の「葛生動物群」には本種とトウヨウゾウの両種が含まれている。
現在ではパレオロクソドンをアフリカゾウ属の亜属とする見解の研究者はおらず、亜属として扱う際にはアジアゾウ属の亜属とする。その見解からは本種もアジアゾウ属に分類され、学名も Elephas naumanni または Elephas (Palaeoloxodon) naumanni とされることもある。また、地球史上最大の陸棲哺乳類の一角であり日本列島にも分布していたとされることもあるナルバダゾウ（ナマディクスゾウ）や、大型種であるアンティクースゾウと近縁であるという説が発表されたこともあったが、一方で別の大型種のレッキゾウを先祖に持つという指摘も存在する。槇山次郎が最初に本種を命名・分類した際にもナルバダゾウの亜種として見なしていた。
なお、同じく絶滅したゾウ科動物のマンモスは独立したマンモス属の総称だが、こちらもアジアゾウ属の亜属とされることがある。約120 - 65万年前に日本列島に生息していたトロゴンテリーゾウ（ムカシマンモス/ステップマンモス）を、通常はケナガマンモスの古い祖先であるとみなされている一方で、ナウマンゾウの一種であると主張する学者もいる。化石種の標本の種分類には混同や混乱、再評価が発生し得るため、ナウマンゾウやケナガマンモスの化石に関してもアルメニアゾウ、トロゴンテリーゾウ（ムカシマンモス / ステップマンモス）、ナルバダゾウ等との混同や混乱が見られた。各地で採取された（近年ではナウマンゾウの変異またはシノニムであるとも考えられる）標本にも「アオモリゾウ（七戸象）」「セトゾウ」「トクナガゾウ」「フカウラゾウ」「ヤベゾウ」「ワカトクナガゾウ」などの別称が付けられ、これらの中には報告当時はナウマンゾウとは別種であるとされていたものも含まれている。
ユーラシア大陸産のパレオロクソドンには中国や台湾に生息していた P. huaihoensisの様にナウマンゾウの亜種またはシノニムと考えられていた種類が存在したり、宮古島で徳永重康や大塚弥之助によって報告・考察された、トロゴンテリーゾウに近縁またはシノニムとされるシガゾウ（E. shigensis）も研究者によってはナウマンゾウ自体と見なされていたなど、日本列島以外におけるナウマンゾウや直接の祖先や関連種と他の長鼻目の関連性などには異説や異論が存在してきた歴史があり、以前はナウマンゾウ自身も南西諸島や台湾に分布していたと考えられていた。

### 学名
本種の学名の変遷を以下に示す。
- Elephas namadicus naumannni 槇山次郎（1924）：記載論文[8]
- Loxodonta (Palaeoloxodon) namadicus naumannni 松本彦七郎（1924）：パレオロクソドン亜属の新設と移行
- Palaeoloxodon namadicus naumannni 鹿間時夫（1937）：パレオロクソドンを亜属から属に変更
- Palaeoloxodon naumanni 亀井節夫（1978）：野尻湖での発見などから独立種と判断

## 特徴

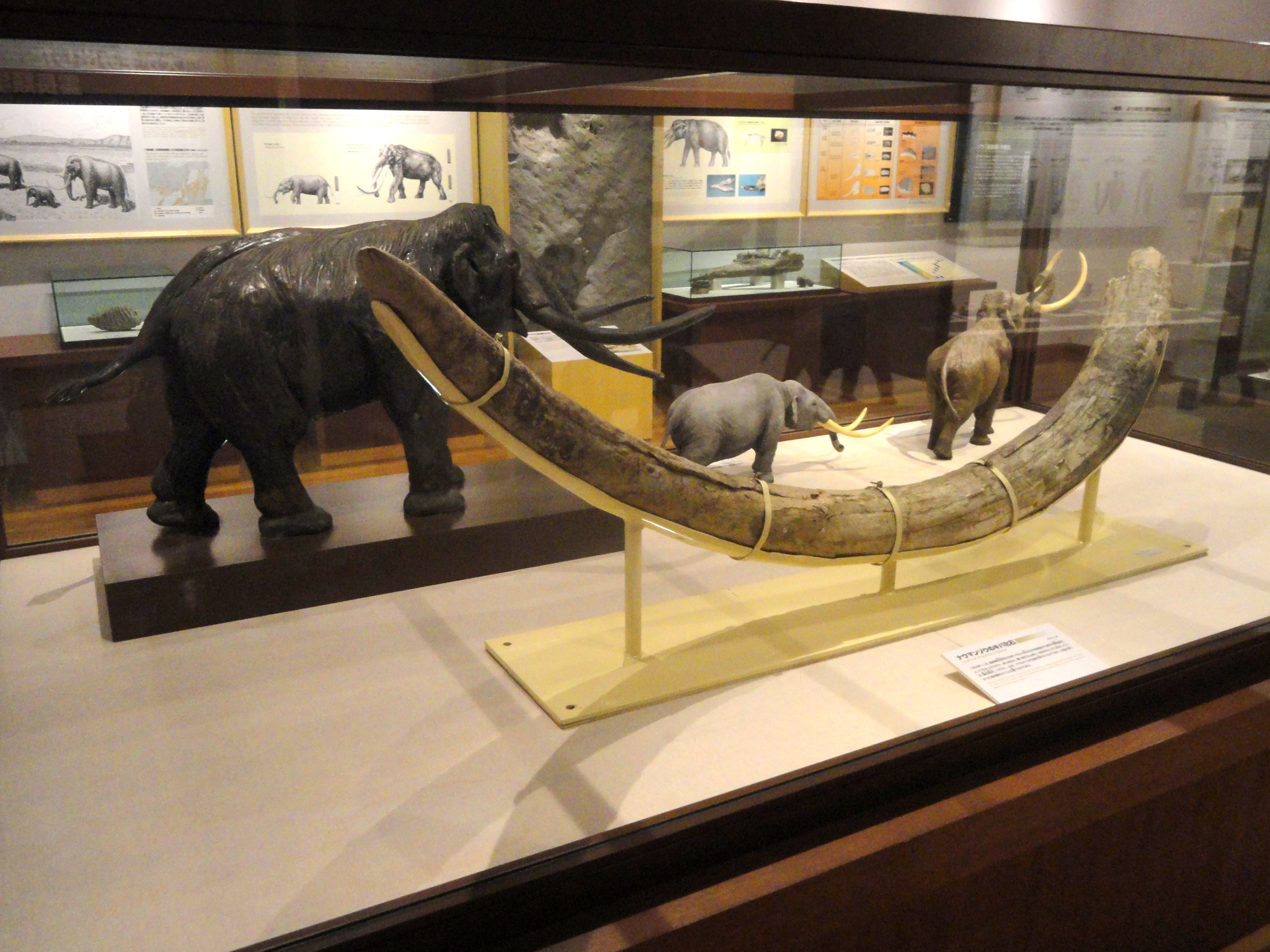
京都大学総合博物館に展示されている本種の牙（象牙）。

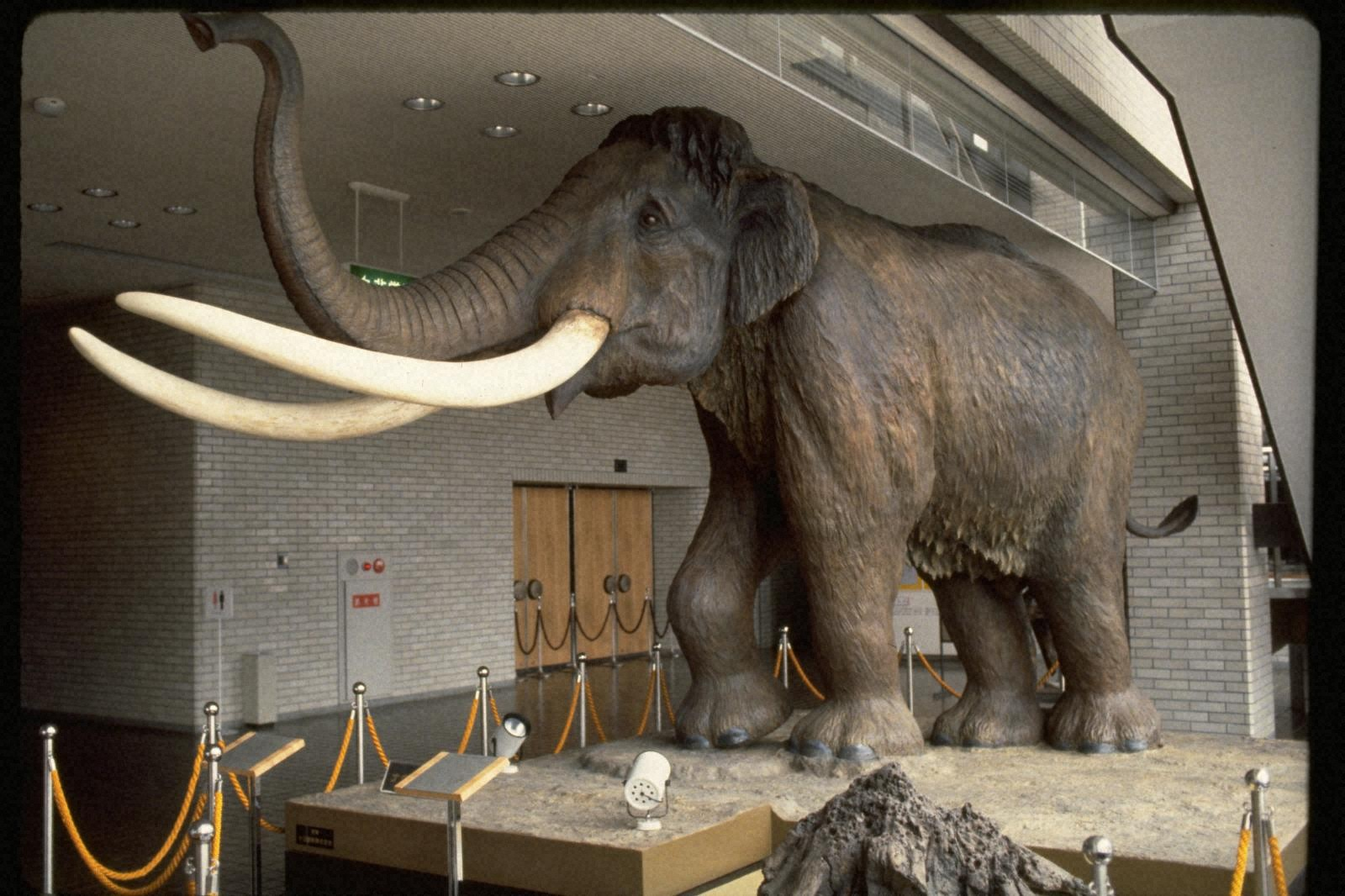
富山市科学博物館所蔵の生体復元模型。当時の富山平野も本種やヤベオオツノジカやハナイズミモリウシなどのメガファウナの生息地であったと思われる。

温帯を好む南方系の種類とされる一方で、氷期の寒冷な気候に適応するために皮下脂肪が発達し、全身は体毛で覆われていたと考えられており、ナウマンゾウ自身が「北方系」と見なされることもある。最大の特徴として頭蓋骨上の頭頂部の隆起があり、頭部のシルエットがベレー帽を思わせるほどに突き出ていたとされており、これによって他の長鼻目との識別がしやすい。象牙（門歯）が発達しており、雄では長さ約240センチメートル、直径15センチメートルほどに達した。この牙は小さいながらも雌にも存在し、長さ約60センチメートル、直径は約6センチメートルであった。また、（牙の）外側から内側へのねじれの様な湾曲も特徴的である。
推定される雄の成獣の大きさは肩高2.4 - 3メートル、体長5-6メートル、体重5トン前後であり、ケナガマンモスやアジアゾウよりもやや小型であり、パレオロクソドン全体でも比較的に小型である。一方で、千葉県立中央博物館に所蔵されている骨格標本は単一の個体のものではなく東京都と千葉県と神奈川県に産した標本を組み合わせてはいるが、復元時の肩高が4メートルに達している。
長鼻目に限らずメガファウナの生息範囲が島嶼に制限されると島嶼矮小化によって小型化する傾向を見せる。日本列島でもアケボノゾウのように顕著に小型化を遂げた種類が存在しており、ナウマンゾウにおいてもたとえば栃木県から発見された標本には瀬戸内海産の化石よりも小型であるものが含まれているが、これが矮小化の兆候または別種である可能性の是非には議論の余地があるとされる。
植物や花粉の化石と共に発見されていることから、落葉広葉樹と針葉樹を含む温帯や冷涼な地域の森林地帯（落葉広葉樹林や針広混交林）がとくに重要な生息地であり、歯の化石の摩耗から樹皮や小枝などの粗い植生を餌としていたと推測される。また、北海道での花粉の化石の年代測定によって、針葉樹林も本種の分布に含まれていた可能性が浮上している。
また、寒冷期においても比較的に温暖な時期にブラキストン線を超えて本州から北海道に到達していたことからも、ナウマンゾウも（現生のアジアゾウなどと同様に）遊泳が可能であり、当時の津軽海峡を泳いで渡り切った可能性がある。

## 分布

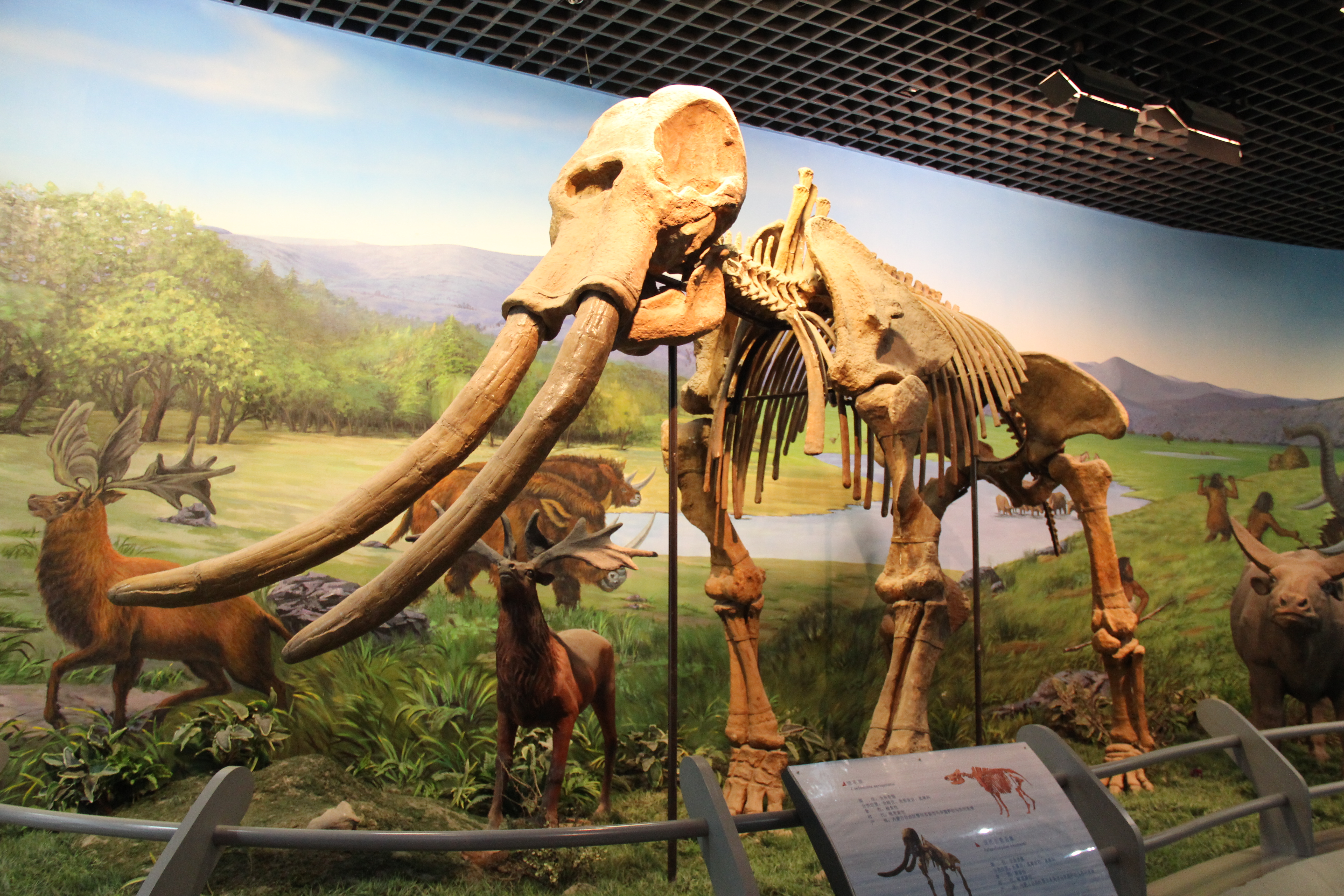
中華人民共和国（内モンゴル自治区）・フフホト市の内蒙古博物館に展示された骨格標本。

日本列島で発見されてきた最古の化石は約35万年前のものであるが、対馬海峡の陸橋（朝鮮陸橋）の形成史から、実際のユーラシア大陸から列島への渡来時期は約43万年前だった可能性がある。ケナガマンモスとは異なり、やや寒冷な気候にも対応していたものの温帯を好む南方系の動物だった。寒冷期でユーラシア大陸と日本列島の間に陸橋が形成された約43 - 30万年前に他の大陸産の動物相と共に朝鮮半島や中国の南部を経由した列島への渡来があったと考えられており、これはサハリンを経由して北海道に到達したケナガマンモスとは異なる。朝鮮半島を含むユーラシア大陸からもナウマンゾウとされる化石の発掘例があるが、日本のナウマンゾウと同種であるかどうかは今のところ不明である。
現在の北海道から九州までの日本列島の広範囲に分布しており、野尻湖、東京都、瀬戸内海などから特に多くの化石が出土している。氷期と間氷期が繰り返されるに従って各時期の本種の分布の北限が影響を受け、南北への往復を繰り返しながら列島での分布が拡大していったと思われる。低地だけでなく海抜1,000メートルを超える高地にも生息しており、現在の瀬戸内海からも多数の標本が発見されている。後述の通り、北海道という生息地をケナガマンモスと共有または入れ替わりで利用しており、ナウマンゾウが津軽海峡（ブラキストン線）を越えたのに対してマンモスが本州に到達したという厳密な記録は存在しない。しかし、約2万年前頃から衰退し約1万5000年前の新生代・後期更新世に絶滅したとされる。

### 北海道

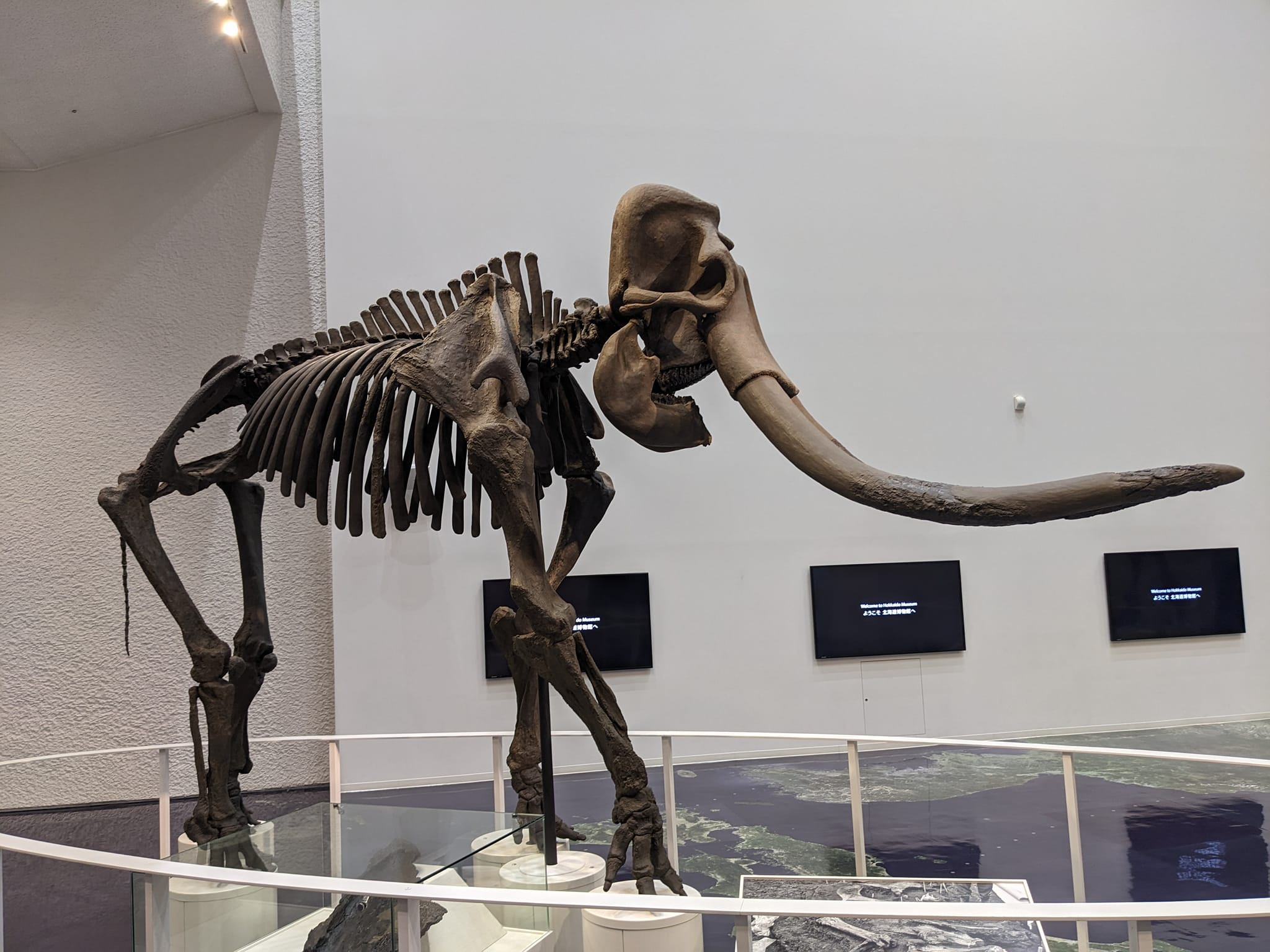
忠類村から出土したナウマンゾウの骨格標本（北海道博物館）。

生体復元模型（中川郡幕別町・忠類ナウマン象記念館）。

ナウマンゾウとケナガマンモスは後期更新世以降の日本列島に分布していた化石長鼻目であり（ケナガマンモスの先祖と考えられるトロゴンテリーゾウは中期更新世までの北海道に生息していたとされる）、両種とも北海道に分布していたことが判明しているものの、対照的な生息環境を利用していたことからも、実際の当時の生息状況、とくに両種が同じ時代に北海道にて共存していたのか否かという疑問については議論の対象になっており、研究者によっても異なる説が支持されてきた。
当時の北方系（マンモス動物群）の動物相のユーラシア大陸からの北海道への渡来経路は、（朝鮮陸橋を経由してきた他のバイソン属などを除けば）寒冷期に形成された間宮海峡と宗谷海峡をつなぐ陸橋であったとされており、当時は現在のハバロフスク地方とサハリンと北海道が地続きになっていた。北海道はシベリアを除くアジアにおけるケナガマンモスの東端で南限であり、例外的な事例もあるものの、日本列島ではケナガマンモスが通常分布していた唯一の地域であったと考えられている。なお、ナウマンゾウやヤベオオツノジカなどがブラキストン線（津軽海峡）を超えて本州から北海道に達したのに対してマンモスが北海道以南に到達した痕跡は（島根県温泉津町の記録以外では）存在していない。寒冷期においては津軽海峡が凍結または海水面の低下によって陸橋が形成されていた可能性があるものの、ナウマンゾウが北海道に到達していたのは比較的に温暖であった時期であるため、ナウマンゾウは津軽海峡を泳断していたと考えられている。
北海道におけるケナガマンモスの標本の年代は約4万8000年前から2万年前であるが、2013年までは約4万年前から3万年前の間に該当する化石が発見されておらず、対照的に3万5000年前のナウマンゾウの化石が湧別町で出土してきた。ナウマンゾウが北海道に分布していた当時の気候は寒冷期の中では比較的に暖かかったことが花粉の化石から判明しており、ナウマンゾウにより適した植生が確立されていたのに対してケナガマンモスは北上して北海道から撤退していた可能性が示唆されていた。しかし、約2万年前には再度の寒冷化のためにマンモスの好む草原が拡大し、今度はナウマンゾウが本州に退却していた可能性が指摘されていた。これらの判断材料から、従来は両種は異なる時期に北海道を利用していて生息地を共有することはなかったとする説が主流であった。
しかし、2013年に北広島市や襟裳岬の沖で発掘されたナウマンゾウとケナガマンモスの化石群は年代が共に約4万5000年前の前後（北広島市）と約3万5000年前（襟裳岬）と推定されており、それまでケナガマンモスの分布が抜け落ちていた時期（約4万年前から3万年前の間）に該当する年代の標本が発見されたことからも、それまでの「両種が分布を共有することはなかった」という定説に一石を投じる発見であった。一方で、当時の著しい気候変動によって両種の分布がすばやく入れ替わっていた可能性が挙げられたり、標本の年代の測定の精度を疑問視するなど「共存説」に対して慎重的な見解を示す識者もいた。しかし、2015年に北広島市から発見された花粉の化石の解析により、両種が共存していた可能性のある時期に非常に近い年代の植生の構成が「9割以上が針葉樹」と判明した。これは従来は両種が好むとされてきた植生環境とは異なっており、ケナガマンモスが針葉樹林にも生息していたことを示唆させる世界初の資料になった。この発見から、両種は共に（少なくとも部分的に）針葉樹林にも適応が可能であり、気候変動に伴って両種の個体群の大半が分布を変化させたであろう一方で、少なくとも一部は針葉樹の多い環境も利用していた現実性が浮上し、議論の材料となる状況証拠が不足しているものの、以前よりは「共存説」の可能性が大幅に増大した。

## 発見

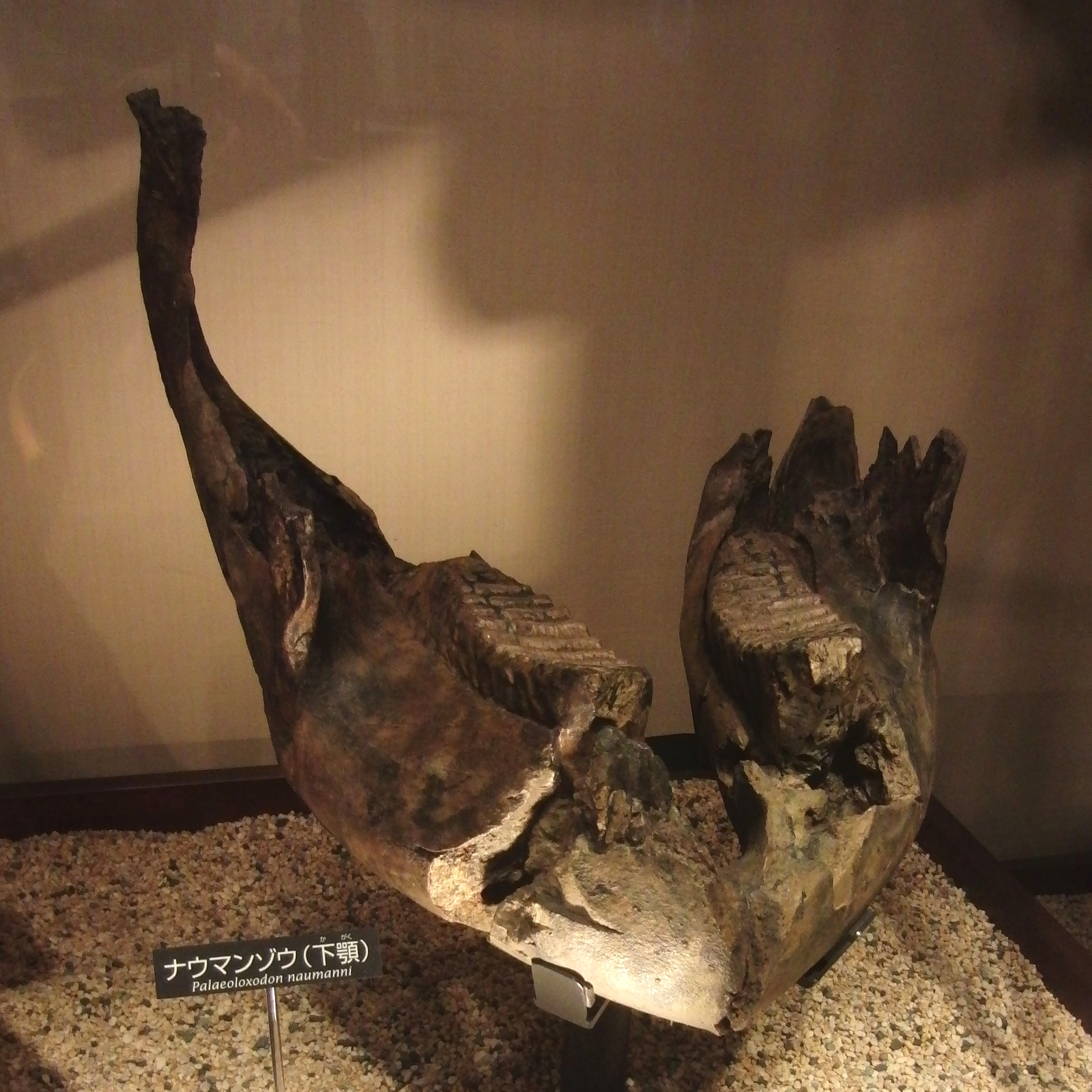
明治神宮前駅工事の際に出土したナウマンゾウの化石（国立科学博物館）。

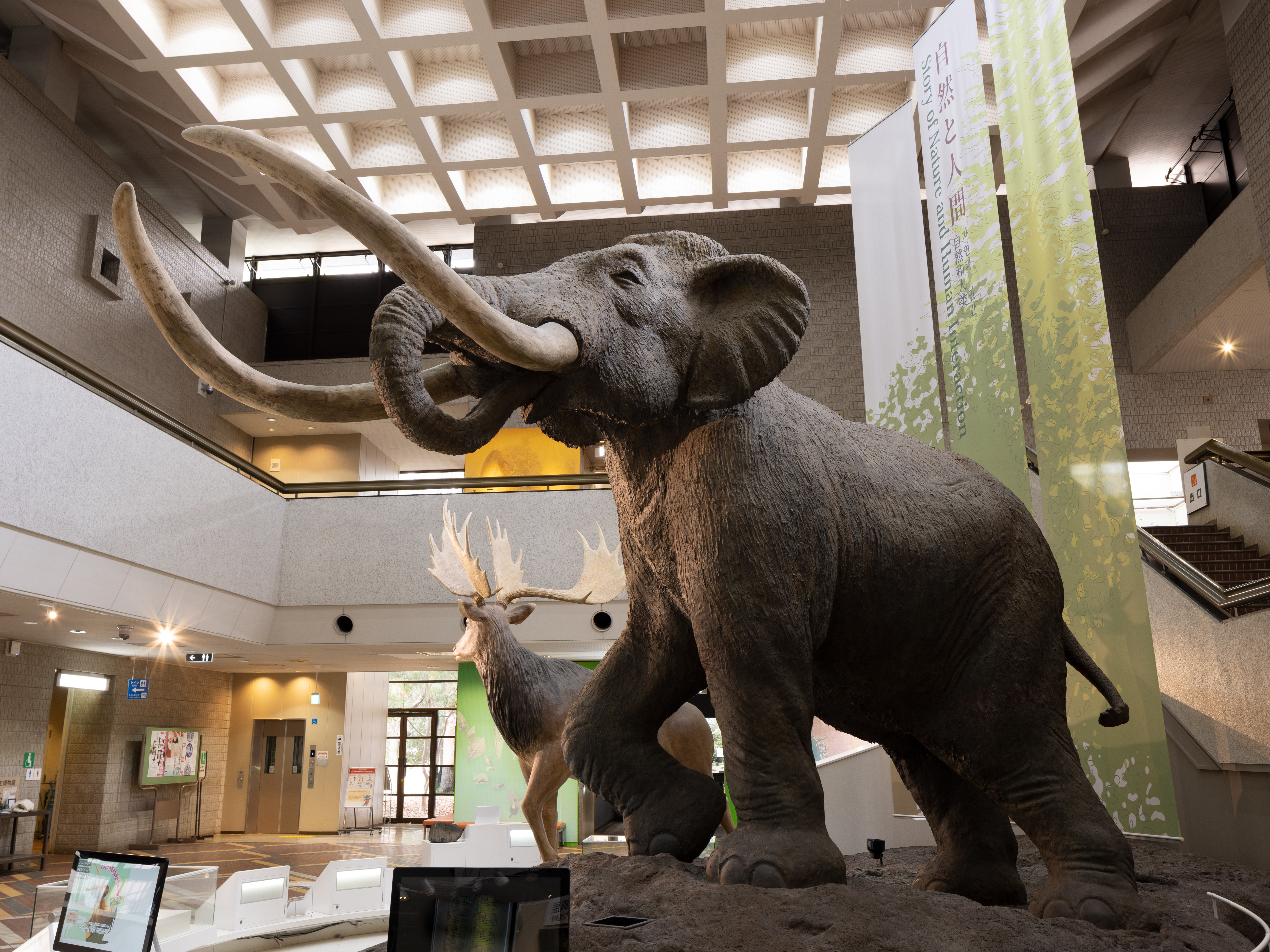
大阪市立自然史博物館に展示されているナウマンゾウとヤベオオツノジカの生体復元模型。

最初の標本は明治初期に横須賀で発見され、1881年に東京帝国大学（現・東京大学）地質学教室の初代教授だったドイツのお雇い外国人ハインリッヒ・エドムント・ナウマンによって他の日本列島の複数の化石長鼻目と共に報告、報告され、ナウマンの後任としてダーフィト・ブラウンスもこれらの研究に携わった。その後1921年（大正10年）には浜名湖北岸の工事現場で牙・臼歯・下顎骨の化石が発見された。
京都帝国大学理学部助教授の槇山次郎は、1924年（大正13年）にそれがナルバダゾウの新亜種であるとしてこれを模式標本（模式地は遠江国敷知郡伊佐見村佐濱、現在の静岡県浜松市中央区佐浜町）とし、日本の化石長鼻類研究の草分けであるナウマンに因んでElephas namadicus naumannniと命名した。これにより和名は「ナウマンゾウ」に決定した。
1962年（昭和37年）から1965年（昭和40年）まで長野県の野尻湖畔に位置する立が鼻遺跡（野尻湖遺跡群）で実施された4次にわたる発掘調査では、大量のナウマンゾウの化石が見つかった。それまでは本種は熱帯性の動物で毛を持っていないと考えられていたが、野尻湖での発掘により、やや寒冷な気候下でも生息していたことが判明した。
1976年（昭和51年）、東京の地下鉄都営新宿線浜町駅付近の工事中に、地下約22メートルの地点から3体のナウマンゾウの化石が発見された。この化石は浜町標本と名付けられ、頭蓋や下顎骨が含まれている。出土地層は約1万5000年前の上部東京層である。他にもナウマンゾウの化石は、東京都内だけでも田端駅、日本銀行本店、明治神宮前駅および北青山遺跡、原宿駅および神宮橋、東京洋菓子倶楽部付近、池袋など20箇所以上で発見されている。
1998年（平成10年）、北海道湧別町東芭露（ひがしばろう）の林道沿いの沢で奇妙な形の石を隣村から山菜取りに来ていた漁師が発見し湧別町教育委員会に寄贈した。同委員会は札幌の北海道開拓記念館に石（化石）の調査を依頼した。北海道ではケナガマンモスは6 - 4万年前に、ナウマンゾウは約12万年前に生息していたと考えられていたので、約35,000年前のマンモスの臼歯化石であると発表された。しかし、2002年（平成14年）に滋賀県立琵琶湖博物館の鑑定でナウマンゾウのものであり、北海道でもマンモスと入れ替わりながらナウマンゾウが津軽海峡（ブラキストン線）を越えて生息していた新しい事実が明確になった。
瀬戸内海で発見された多数の標本群は「眞屋卯吉コレクション」として知られ、その中の数百点は早稲田大学に所蔵されていたが、写真こそ現存しているものの実物は研究が行われる前に第二次世界大戦の戦禍によって失われている。

## 人との関わり

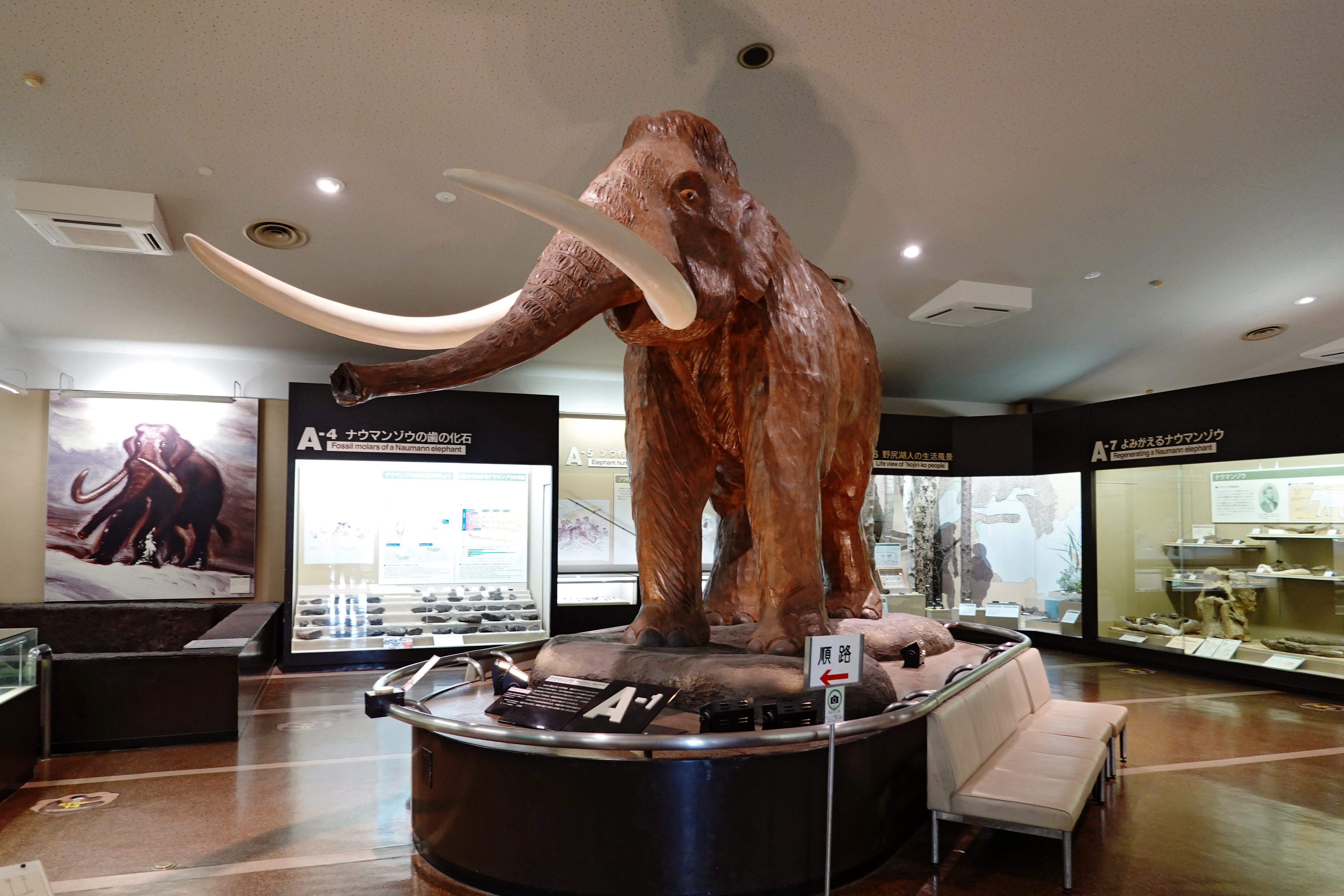
野尻湖ナウマンゾウ博物館に展示された復元模型。

千葉県印旛村（現在の印西市、1966年（昭和41年）発見、国立科学博物館収蔵）や、北海道広尾郡忠類村（現在の中川郡幕別町、1969年（昭和44年）発見、北海道開拓記念館収蔵）から骨格の化石が発掘されている他、日本各地から断片的な化石が発見されている。
岩手県一関市花泉町や長野県上水内郡信濃町の野尻湖畔や、からはナウマンゾウやヤベオオツノジカやハナイズミモリウシ（ステップバイソン）などの化石と共に旧石器時代の石器や骨器が発見されており（花泉遺跡や野尻湖遺跡群のキルサイト）、これらの生物は当時の人類の狩猟の対象であったと考えられている。ナウマンゾウは国内においては約2万4千年前から1万5千年前にかけて絶滅したとされるが、これは日本列島に現生人類が現れた後期旧石器時代に該当する。後期更新世と完新世初頭にかけて発生した陸棲のメガファウナの大量絶滅（第四紀の大量絶滅）において、絶滅した動物相にはナウマンゾウも含めてそれまでに幾度もの気候変動とそれによる植生の変化を乗り越えてきた種類も多いため、これらの生物の最終的な絶滅の背景には最終氷期に伴う生息環境の変化や個体群の隔離と断絶だけでなく、人類による狩猟圧などの悪影響が占める部分が小さくないと思われる。
なお、大型の動物の歯や骨の化石は「龍骨（竜骨）」と呼ばれ、古くから収斂薬や鎮静薬などとして用いられてきた。奈良県の正倉院には「五色龍歯（ごしきりゅうし）」と呼ばれるナウマンゾウの臼歯の化石が宝物として保存されている。一方で、この「五色龍歯」は実際には上記の通り本種との関連性も指摘されてきて日本列島に分布していたとされることもあるナルバダゾウのものであるという指摘も存在する。